# Marche ou crève (pel·lícula de 2018)
Marche ou crève és una pel·lícula francesa dirigida per Margaux Bonhomme, estrenada el 2018.

## Argument
Élisa, de 17 anys, viu a la casa familiar en la naturalesa del Vercors, amb el seu pare i la seva germana polidiscapacitats (mentre la mare arriba a sortir de casa). Però s'ha de separar d'ells a finals de l'estiu per instal·lar-se a la ciutat on podrà continuar els seus estudis. Pot "abandonar" la seva germana?

## Repartiment
- Diane Rouxel : Élisa
- Jeanne Cohendy : Manon, la germana discapacitada de l'Elisa
- Cédric Kahn: François, el pare d'Elisa i Manon
- Pablo Pauly: Sacha, el nuvi de l'Elisa
- Agathe Dronne: la mare d'Élisa i Manon
- Clémentine Allain: Nora
- Smadi Wolfman: Lídia

## Producció
Llocs de rodatge:
- Droma : Chamalòc, Chapèla de Vercòrs, Pairin, Rumans, Saint-Bonnet-de-Valclérieux, Sant Laurenç de Roians
- Isèra : Auba-riba, Lo Pont de Santa Eulalia, Prèslas

## Distincions

### Premis
- Festival Internacional de Cinema de Saint-Jean-de-Luz 2018: Chistera a la millor interpretació femenina per a Jeanne Cohendy i Diane Rouxel[3]
- 22è Festival de Cinema Nits Negres de Tallinn: millor primera pel·lícula[4]

### Nominacions
- César 2019 : preselecció « Révélation » pel César a la millor actriu revelació per Jeanne Cohendy i Diane Rouxel[5]
- Prix Lumières 2019 : Lumière a la millor actriu revelació per Jeanne Cohendy[6]